# Joakim Runnemo
Joakim Runnemo, född 18 december 1986, är en före detta svensk fotbollsspelare (mittfältare).

## Karriär
Runnemo är fotbollsfostrad främst i Nacka FF och Värmdö IF. Han spelade från 15 års ålder till 2010 för IF Brommapojkarnas förstalagsverksamhet. Runnemo gjorde fem mål i Superettan debutåret 2005 och åtta mål 2006. Han gjorde det avgörande målet (2–1 som innebar 4–1 totalt) borta mot BK Häcken i november 2006 när Brommapojkarna tog steget upp i Allsvenskan. Runnemo gjorde Brommapojkarnas första allsvenska mål någonsin när han redan efter 76 sekunder gjorde 1–0 i premiären mot Djurgårdens IF på Råsunda den 6 april 2007. Detta innebar även en historisk seger för BP i lagets första match i Allsvenskan.
I februari 2011 skrev Runnemo på för Ljungskile SK.
I december 2012 värvades Runnemo av IK Sirius, där han skrev på ett tvåårskontrakt. Efter säsongen 2014 lämnade Runnemo klubben.
I december 2014 värvades Runnemo av IK Frej. I november 2016 förlängde han sitt kontrakt i klubben med ett år. I december 2017 förlängde han sitt kontrakt med ytterligare ett år. Efter säsongen 2018 lämnade Runnemo klubben och avslutade karriären.

## Seriematcher och mål
- 2014 16 / 3
- 2013: 23 / 7 (i Sirius)
- 2012: 23 / 6
- 2011: 25 / 7 (i Ljungskile)
- 2010: 29 / 3
- 2009: 5 / 3
- 2008: 29 / 9
- 2007: 12 / 1
- 2006: 26 / 7, exklusive kvalmatchen för Allsvenskan 2007.
- 2005: 21 / 5